# Pistolet FN Five-seveN
Five-seveN – produkowany przez belgijskie zakłady Fabrique Nationale (FN) pistolet kalibru 5,7 × 28 mm.

## Historia
Prace nad pistoletem kalibru 5,7 mm rozpoczęto w firmie FN w 1995, w kilka lat po wprowadzeniu do produkcji pistoletu maszynowego P90. Partie prototypową wyprodukowano w połowie 1996. Po badaniach dokonano zmian w konstrukcji mechanizmu spustowego i na przełomie lat 1996−1997 wyprodukowano następną serię egzemplarzy testowych. Pistolet otrzymał nazwę „Five-seveN” (taka pisownia nazwy ma nawiązywać do nazwy zakładów FN). W następnych latach produkcja małych serii głównie na potrzeby jednostek specjalnych była kontynuowana. Pistolety poszczególnych serii różnią się szczegółami konstrukcyjnymi.
W 1999 na targach „Milipol” zaprezentowano nową wersję pistoletu o nazwie „Tactical” ze zmienionym mechanizmem spustowym oraz dodaną dźwignią zwalniania magazynka i bezpiecznikiem nastawnym. Pojawiła się także specjalne wersja przeznaczona do sprzedaży na rynku amerykańskim.
Pociski kalibru 5,7 mm SS190 mają lepsze parametry balistyczne niż typowy nabój pistoletowy (np: 9 mm Parabellum) co sprawia, że ich prędkość spada na torze lotu wolniej, a trajektoria jest bardziej płaska. Wysokie obciążenie przekroju sprawia, że wysoka jest przebijalność lekkich osłon balistycznych takich jak hełmy i kamizelki kuloodporne. Wysoką zdolność obalającą ma pociskowi 5,7 mm zapewnić koziołkowanie po trafieniu w cel.

## Wersje
- Five-seveN – pierwsza wersja pistoletu. Posiada mechanizm spustowy typu DAO (z wyłącznym samonapinaniem). Nie wiadomo czy jest to mechanizm kurkowy (taki mechanizm, ale z kurkiem zewnętrznym, mają przekroje pistoletów w amerykańskim patencie), czy bezkurkowy (tak podaje część źródeł). Możliwe, że konstrukcja mechanizmu spustowego zmieniła się w trakcie produkcji. Pistolet tej wersji nie posiada bezpiecznika zewnętrznego ani zewnętrznej dźwigni zwalniania zamka.
- Five-seveN „Tactical” – wersja z kurkowym mechanizmem spustowym SA (pojedynczego działania, bez samonapinania). Pistolet wyposażono w zewnętrzną dźwignię zatrzasku zamka i bezpiecznik zewnętrzny.
- Five-seveN „Tactical” (wersja na rynek amerykański) – najnowsza wersja pistoletu. Pistolet wersji „Tactical” posiadający zmieniony kształt szkieletu. Posiada umieszczoną pod lufą szynę do montażu wyposażenia taktycznego zgodną ze standardem Picatinny.

## Konstrukcja

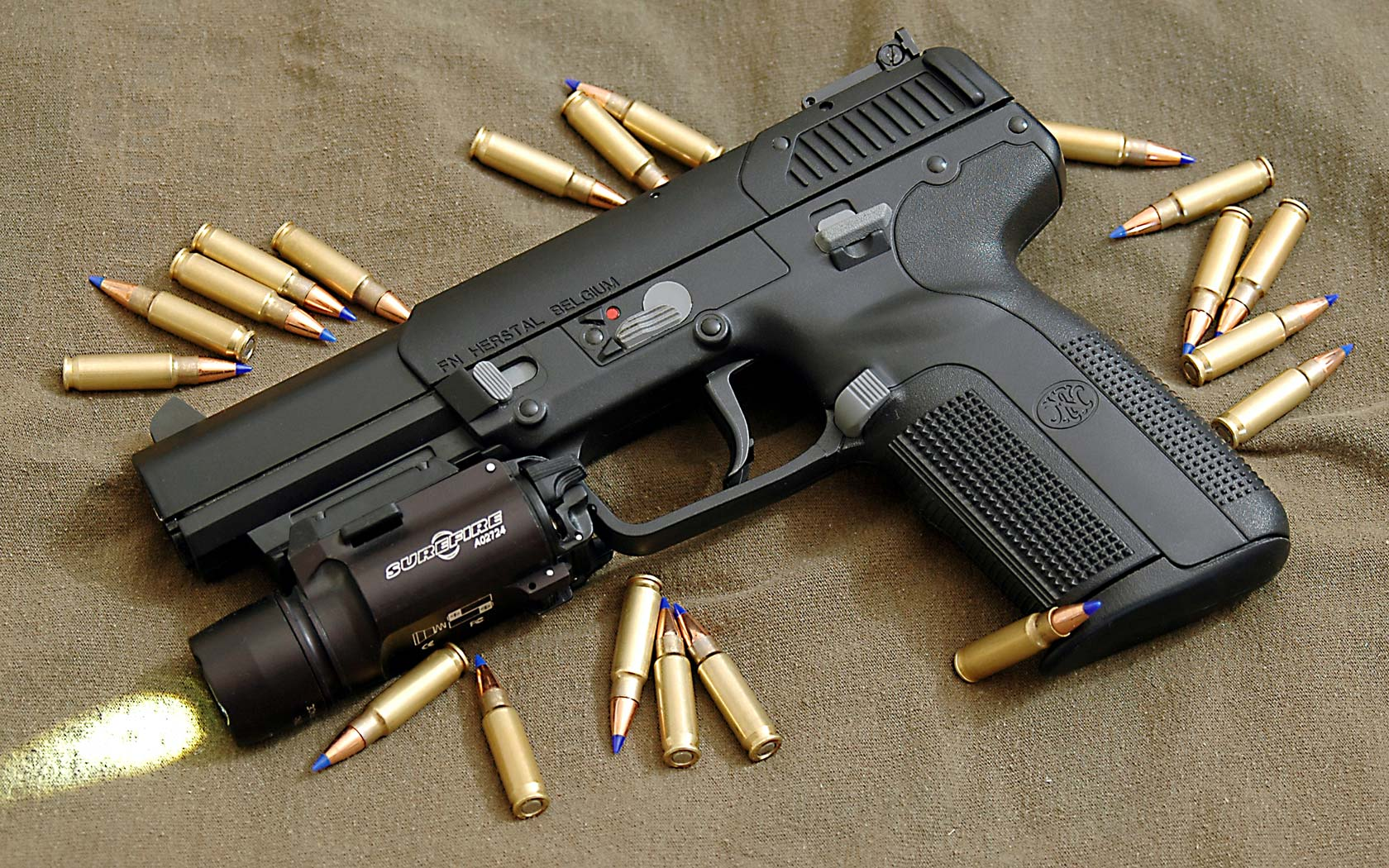
Five-seveN „Tactical” wraz z amunicją

Pistolet Five-seveN „Tactical” działa na zasadzie odrzutu zamka półswobodnego. Opóźnienie otwarcia zamka dzięki jednoramiennej dźwigni opóźniającej. Mechanizm uderzeniowo-spustowy kurkowy bez samonapinania (SA). Bezpiecznik zewnętrzny blokujący szynę spustową. Po wystrzeleniu ostatniego naboju z magazynka zamek zatrzymuje się w tylnym położeniu na zaczepie zamka. Zewnętrzna dźwignia zwalniania zamka. Stałe przyrządy celownicze składają się z muszki i szczerbinki. Szkielet pod lufą pełni funkcję szyny do montażu wyposażenia taktycznego (w wersji amerykańskiej szyna jest zgodna ze standardem Picatinny). Magazynek 20-nabojowy dwurzędowy.